# Memecylon torricellense
Memecylon torricellense är en tvåhjärtbladig växtart som beskrevs av Carl Karl Adolf Georg Lauterbach. Memecylon torricellense ingår i släktet Memecylon och familjen Melastomataceae.

## Underarter
Arten delas in i följande underarter:
- M. t. coccineum
- M. t. ledermannii